# Santa Rosa (Atempa)
Santa Rosa o Santa Rosa de Lima es una comunidad con categoría de agencia municipal perteneciente a San Blas Atempa en el Distrito de Tehuantepec, en el Estado de Oaxaca. Siendo la segunda localidad más poblada del municipio, solo por detrás de la cabecera municipal.

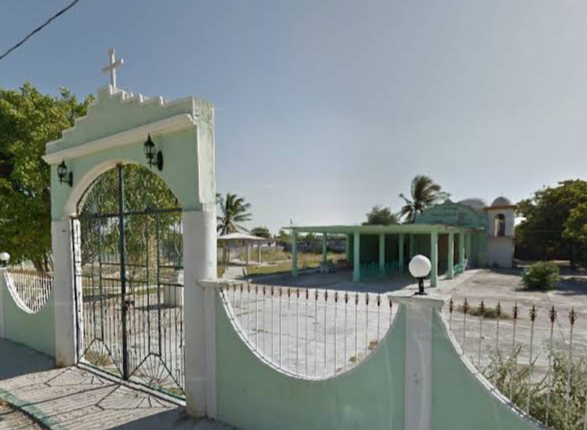
Iglesia de Santa Rosa

Santa Rosa es localmente conocido por los bordados tradicionales de exhuberantes belleza y características, la localidad tiene un renombre dentro de este campo artístico de la cultura zapoteca del istmo de Tehuantepec, apodandola "Lugar de los Mejores Bordados del Istmo", esto debido a qué mujeres y hombres se dedican a este noble arte, que engalana las grandes fiestas no solo de la localidad, si no de localidades vecinas como Ixtepec, Ixtaltepec, Juchitán, Tehuantepec, Salina Cruz, San Blas Atempa y Unión Hidalgo, que acuden a los locatarios de esta comunidad para realizar sus coloridos trajes regionales.

## Ubicación
La localidad se encuentra a 13.5 km al noreste de la cabecera municipal sobre la carretera panamericana, sobre la planicie de Tehuantepec. Se ubican en las coordenadas geográficas: 16°19′0″N 95°5′58″O / 16.31667, -95.09944.

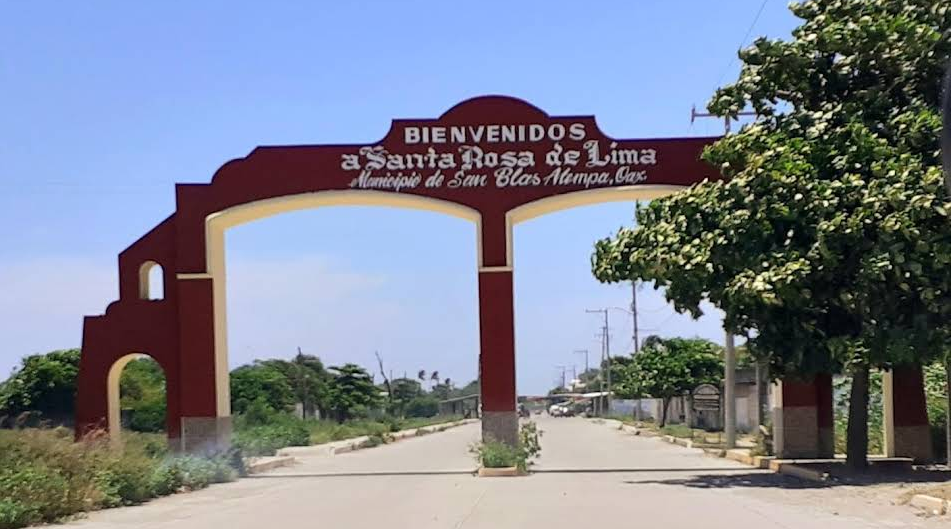
Arco de "Bienvenida" de la localidad